# Savarin

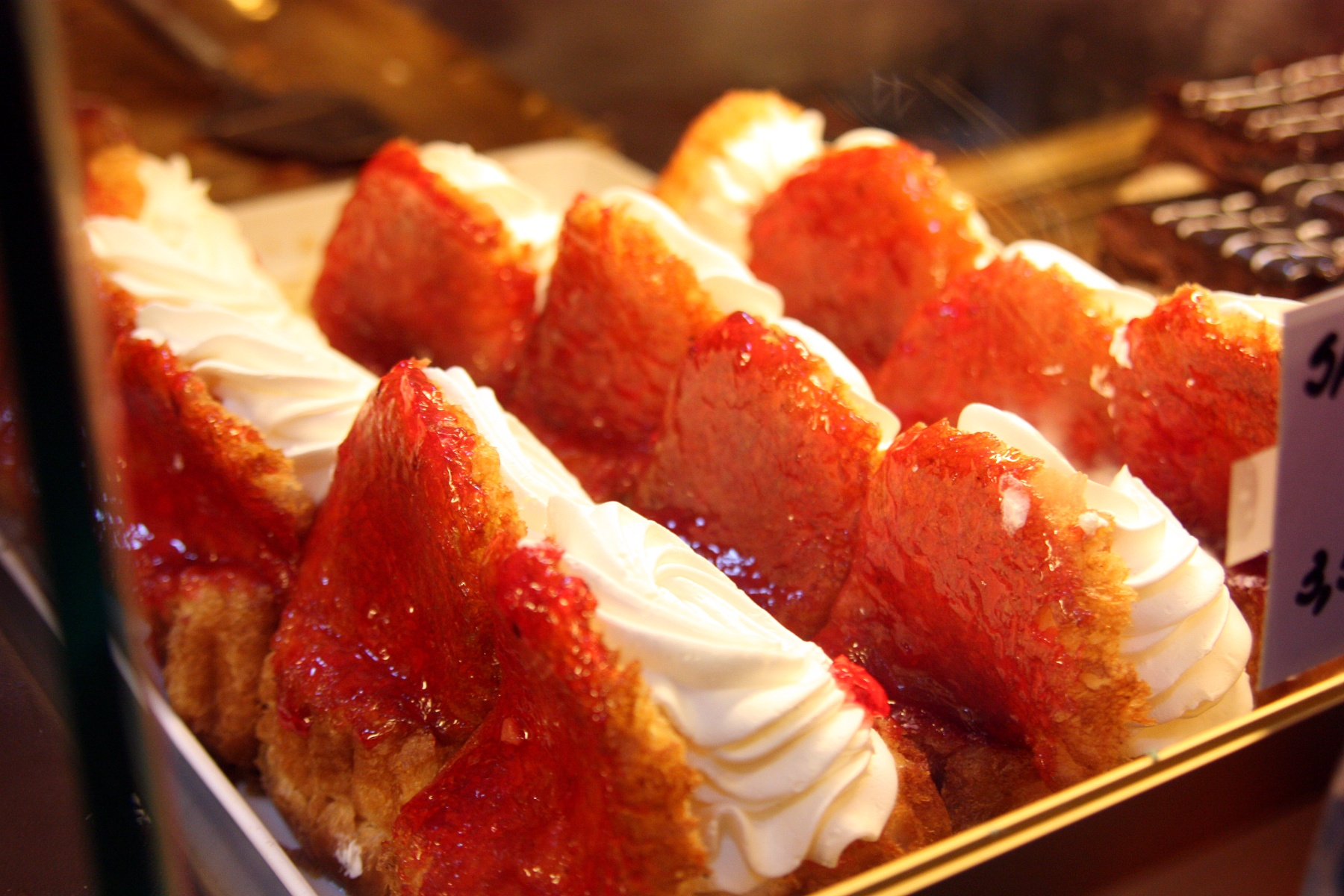
Savarin z rumem i bitą śmietaną

Savarin - słodkie ciasto, rodzaj babki drożdżowej. 
Ciasto piecze się w karbowanej formie z kominkiem i nasyca słodkim syropem, z aromatem rumowym. Babka Savarin może być podawana na zimno i na ciepło. W przypadku podawania jej na zimno otwór babki wypełnia się bitą śmietaną i wiśniami, ugotowanymi w słodkim syropie. Savarin na ciepło podaje się z gorącym sosem owocowym (morelowym, porzeczkowym, truskawkowym), aromatyzowanym likierem. Otwór w tym przypadku wypełnia się owocami, ugotowanymi w syropie. We współczesnych cukierniach ciasto podstawowe przygotowuje się zazwyczaj dzień wcześniej, w następnym dniu jest ono wypełniane i przygotowywane do podania.
Nazwa ciasta pochodzi od jego twórcy - Anthelme Brillat-Savarine'a.